# Wapen van Zaltbommel
Het wapen van Zaltbommel toont het wapen van de gemeente Zaltbommel de beschrijving luidt:
In azuur een aan de onderzijde gekanteelde hoofdbalk van goud, vergezeld boven van drie mispelbloemen van zilver en beneden van een zwaard van zilver met gevest van goud, aan weerszijde vergezeld van een burcht van goud, geopend en verlicht van het veld. Het schild gedekt met een gouden kroon van vijf bladeren en gehouden door twee leeuwen van goud, getongd en genageld van keel.

## Geschiedenis
Op 20 juli 1816 werd Zaltbommel bevestigd met het oude wapen. De beschrijving daarvan luidt: 
Van lazuur beladen met een zilveren degen, de greep van goud, staande en pal, verzeld ter wederzijde van een roos van zilver, gehart van goud, het schild gedekt met een kroon van goud en 5 fleurons van hetzelfde en vastgehouden door twee leeuwen in hunne natuurlijke kleur.
De beschrijving maakt geen melding van de arabesk waarop het wapen geplaatst is en het aantal bladen voor de rozen. Op de tekening zijn dat er vier.
Op 1 januari 1999 werden de voormalige gemeenten Brakel, Kerkwijk en Zaltbommel samengevoegd tot de nieuwe gemeente Zaltbommel. Er moest een nieuw wapen worden ontworpen. Het zwaard en de mispelbloemen werden overgenomen naar het nieuwe wapen, elementen van wapens van Brakel en Kerkwijk werden niet gebruikt, daarvoor zijn twee burchten op het schild geplaatst. Het schild is gedekt met een markiezenkroon. Op 18 april 2001 werd bij Koninklijk Besluit het wapen aan de gemeente Zaltbommel verleend.